# Schizopelex festiva
Schizopelex festiva är en nattsländeart som först beskrevs av Jules Pièrre Rambur 1842.  Schizopelex festiva ingår i släktet Schizopelex och familjen krumrörsnattsländor. Utöver nominatformen finns också underarten S. f. granjae.